# 쿠네오
쿠네오(Cuneo)는 이탈리아 북부 피에몬테주의 도시로, 쿠네오현의 현도이다.

## 역사
쿠네오는 아스티의 주교와 몬페라토 변경백국과 살루초 변경백국의 권위에서 벗어나 독립된 코무네를 선언한 지역 주민들에 의해 1198년에 설립되었다. 1210년에는 후자가 그곳을 점령했고, 1231년에는 쿠네지족이 반란을 일으켰다. 1238년에 그들은 프리드리히 2세 황제에 의해 자유 코무네로 인정을 받았다.
1259년 쿠네오의 독립은 당시 나폴리의 왕이자 프로방스의 백작이었던 앙주의 카를루 1세에게 더 강력한 이웃들로부터 보호를 주기 위해 영원히 중단되었다. 알바와 함께 북부 이탈리아의 주요 앙주인들의 소유지였다. 살루초, 사보이아 및 밀라노의 비스콘티가의 통제하에 있는 기간에 의해 중단된 앙주의 통치는 쿠네오가 사보이아 공국에 편입되면서 1382년에 끝났다.
쿠네오는 팽창하는 사보이아의 중요한 거점이 되었다. 따라서 이 도시는 프랑스에 의해 여러 번 포위되었다. 처음에는 1515년 프랑스의 프랑수아 1세의 스위스 군대에 의해 포위되었고, 그 다음에는 1542년, 1557년, 1639년, 1641년, 1691년에 다시 포위되었으며, 오스트리아 왕위 계승 전쟁 중에 1741년에 포위되었다. 쿠네오는 각각의 포위 공격에 성공적으로 저항했다. 이 도시는 나폴레옹 전쟁 동안에만 프랑스에 의해 점령되었고, 스투라 데파르트망의 수도가 되었다. 사르데냐 왕국이 회복되고, 이탈리아가 통일된 후 쿠네오는 1859년에 그 이름을 딴 지방의 수도가 되었다.
제2차 세계 대전 중 1943년부터 1945년까지 독일의 이탈리아 점령에 대한 당파 저항의 주요 중심지 중 하나였다. 1943년 쿠네오의 유대인 시민들은 주도 부파리니 주디 내무부 장관의 명령으로 인근 보르고 산말마초 강제 수용소에 잠시 체포되어 투옥되었다. 그들은 장관의 명령이 발효되기 전에 풀려났고, 대부분 지역 사회 구성원은 쿠네오를 피하여 숨었다. 그러나 1944년 12월 9일 쿠네오 경찰국은 수용소를 재개방하고 쿠네오에 남아 있던 유대인 거주자들을 투옥했으며, 대부분은 아우슈비츠로 이송되었다. 보고서에 따르면 살아남은 사람은 거의 없었다. 이탈리아 파르티잔은 1945년 4월 25일 독일과 이탈리아의 파시스트 점령에서 쿠네오를 해방시켰다. 후퇴하는 파시스트 군대는 쿠네오의 지역 감옥에 수감되어 있던 나머지 6명의 유태인 포로를 살해했다.

## 지리
쿠네오는 피에몬테주의 남서쪽 550미터 높이에 위치해 있으며, 스투라강과 게소강이 합류하는 지점에 있다.
쿠네오는 Beinette, Borgo San Dalmazzo, Boves, Busca, Caraglio, Castelletto Stura , Centallo, Cervasca, Morozzo, 페베라뇨, 타란타스카 및 비뇰로 지자체에 둘러싸여 있다.
근처에 6개의 고개가 있다.
- 마달레나 고개: 1,996m
- 텐다 고개: 1,871m - 텐다 터널은 1,300m 지점에 3 km 길이로 존재한다.
- 멜로뇨 고개: 1,027m
- 산베르나르도  고개: 957m
- 나바 고개: 934m
- 카디보나 고개: 459m

## 기후
쿠네오는 추운 겨울과 덥고 건조한 여름이 있는 온화한 아대륙 기후를 가지고 있다. 그러나 해발 500m 이상에 위치 하여 여름을 더 잘 견딜 수 있게 해준다. 가장 더운 달인 7월의 평균 기온은 21.6°C이다. 가장 추운 1월의 평균 기온은 1.7°C이다. 연간 강수량은 약 962mm이며, 81일 동안 분포한다. 강우 패턴은 토리노의 것과 유사하며, 최대 두 번의 최대치(1차 및 2차(봄과 가을) 및 여름과 겨울 최소 두번의 강우가 있다. 가장 건조한 달은 7월로 44mm이다. 높은 고도와 바람 패턴으로 인해 눈이 자주 내린다.
| 쿠네오의 기후            | 쿠네오의 기후 | 쿠네오의 기후 | 쿠네오의 기후 | 쿠네오의 기후 | 쿠네오의 기후 | 쿠네오의 기후 | 쿠네오의 기후 | 쿠네오의 기후 | 쿠네오의 기후 | 쿠네오의 기후 | 쿠네오의 기후 | 쿠네오의 기후 | 쿠네오의 기후 |
| 월                       | 1월           | 2월           | 3월           | 4월           | 5월           | 6월           | 7월           | 8월           | 9월           | 10월          | 11월          | 12월          | 연간          |
| ------------------------ | ------------- | ------------- | ------------- | ------------- | ------------- | ------------- | ------------- | ------------- | ------------- | ------------- | ------------- | ------------- | ------------- |
| 일평균 최고 기온 °C (°F) | 5.3 (41.5)    | 7.0 (44.6)    | 10.9 (51.6)   | 14.7 (58.5)   | 19.1 (66.4)   | 23.6 (74.5)   | 26.6 (79.9)   | 25.4 (77.7)   | 21.5 (70.7)   | 15.4 (59.7)   | 9.6 (49.3)    | 6.3 (43.3)    | 15.5 (59.8)   |
| 일일 평균 기온 °C (°F)   | 1.7 (35.1)    | 3.1 (37.6)    | 6.7 (44.1)    | 10.4 (50.7)   | 14.5 (58.1)   | 18.7 (65.7)   | 21.6 (70.9)   | 20.7 (69.3)   | 17.2 (63.0)   | 11.6 (52.9)   | 6.2 (43.2)    | 2.9 (37.2)    | 11.3 (52.3)   |
| 일평균 최저 기온 °C (°F) | −1.8 (28.8)   | −0.7 (30.7)   | 2.6 (36.7)    | 6.1 (43.0)    | 9.9 (49.8)    | 13.9 (57.0)   | 16.6 (61.9)   | 16.1 (61.0)   | 13.0 (55.4)   | 7.8 (46.0)    | 2.9 (37.2)    | −0.4 (31.3)   | 7.2 (44.9)    |
| 평균 강수량 mm (인치)    | 52 (2.0)      | 51 (2.0)      | 88 (3.5)      | 116 (4.6)     | 126 (5.0)     | 88 (3.5)      | 44 (1.7)      | 53 (2.1)      | 77 (3.0)      | 109 (4.3)     | 94 (3.7)      | 64 (2.5)      | 962 (37.9)    |
| 평균 강우일수            | 5             | 5             | 8             | 9             | 10            | 8             | 5             | 5             | 6             | 8             | 7             | 5             | 81            |
| 출처:                    |               |               |               |               |               |               |               |               |               |               |               |               |               |

## 교통
쿠네오는 아스티에서 쿠네오와 텐다 고개를 거쳐 지중해의 벤티미글리아까지 이어지는 유럽 루트 E74에 있다.
쿠네오역은 토리노와 니스/벤티미글리아로 향하는 철도 노선의 출발점이다. 살루초와 몬도비 행 노선은 2012년부터 여객 서비스없이 운영되었다.
쿠네오에는 상업 공항인 쿠네오 국제공항이 있다.

## 같이 보기
- 페레로 (기업)